# Цилюрик Олександр Володимирович
Олександр Володимирович Цилюрик (1 березня 1965, Кременчук, Полтавська область, УРСР — 23 липня 2023) — радянський та російський футболіст українського походження, півзахисник та нападник.

## Життєпис
Вихованець ДЮСШ міста Кременчука, продовжував навчання в харківському спортінтернаті. Футбольну кар'єру розпочав у 1982 року в складі одеського СКА. З 1982 по 1983 рік грав за харківський «Маяк», у 36 матчах відзначився 1 голом. У 1985 році провів 36 поєдинків і забив 3 м'ячі за керченський «Океан». Сезон 1987 року провів в одеському СКА, в 26 поєдинках відзначився 1 голом. Сезон 1988 року розпочав у «Дружбі» з Йошкар-Оли, зіграв 27 матчів, відзначився 10 голами, після чого перейшов у «Кубань», де й дограв сезон, провів 6 матчів і забив 1 м'яч. У 1989 році повернувся в «Дружбу», де в 40 матчах відзначився 6 голами. Сезон 1990 року провів в нижньогородському «Локомотиві», зіграв 35 поєдинків, забив 9 м'ячів. Потім відправився в «Уралмаш», де в 1991 році провів 41 матч і відзначився 7 голами.
У 1992 році дебютував у Вищій лізі Росії, де зіграв за нижньогородський «Локомотив» 4 матчі. Того ж року перейшов у «Балтику», провів 22 матчі, відзначився 4 м'ячами. У 1993 році знову повернувся в «Дружбу», цього разу зіграв 37 поєдинків, в яких забив 11 м'ячів. З 1994 по 1996 рік виступав за «Крила Рад», у 53 поєдинках забив 3 м'ячі. Сезон 1997 року провів в аматорському клубі «Діана», яку потім в 1998 році очолював як головний тренер. Паралельно з тренерською роботою виступав в аматорському чемпіонаті Росії за «Авангард» (Зеленодольськ).
Сезон 1999 року розпочав у «Світлотехніці», зіграв 15 матчів та відзначився 2 голами, після чого перейшов у «Спартак-Телеком», де й дограв сезон, провів 15 поєдинків і забив 6 м'ячів. У 2000 році знову повернувся в Йошкар-Олу, зіграв 13 матчів у першості та 2 поєдинки, в яких відзначився 1 голом, у Кубку Росії, після чого знову перейшов у «Спартак-Телеком», де виступав до 2001 року, провів 48 поєдинків і забив 10 м'ячів у першості, ще 3 матчі зіграв у Кубку. У 2002 році востаннє виступав за «Спартак» з Йошкар-Оли, провів 30 матчів і відзначився 4 голами в першості, ще 1 матч зіграв в Кубку Росії. По завершенні кар'єри професіонального футболіста з 2003 по 2005 рік виступав за аматорські клуби «ТД Єльниково» (Новочебоксарськ), «Зірка» (Шумерля), «Рубін» (Ядрін) та МНПЗ (Йошкар-Ола).
Син, Олександр Цилюрик, також був професіональним футболістом.